# Le macchine che distrussero Parigi
Le macchine che distrussero Parigi (The Cars That Ate Paris) è un film del 1974 scritto e diretto da Peter Weir.

## Trama
Durante un viaggio in roulotte, Arthur sopravvive all'incidente stradale che costa la vita al fratello, accecato alla guida del mezzo da delle luci in lontananza e finito fuori strada. Soccorso e portato nella vicina Parigi, un'isolata cittadina dell'outback, il ragazzo ignora di come tutti i suoi abitanti siano coinvolti in un racket che consiste nel provocare incidenti, neutralizzarne gli eventuali sopravvissuti con la lobotomia, smontare le auto e rivenderne o riutilizzarne i pezzi, il tutto con la complicità di un poliziotto a sviare eventuali indagini di esterni. Tuttavia, non tutto scorre liscio come dovrebbe: le nuove generazioni di Parigi manifestano la loro inquietudine adolescenziale usando le carcasse delle auto per costruire nuove, fatiscenti vetture con cui fare gare di velocità e atti di vandalismo, senza partecipare in modo costruttivo alla "vita della comunità".
La ribellione giovanile culmina quando, in risposta alla distruzione della veranda di casa sua, il sindaco brucia la macchina di uno di loro: in tutta risposta, radono al suolo la città con le loro auto, investendone e impalandone gli abitanti. Dopo aver ucciso i leader dei teppisti colpendolo con l'auto del sindaco per difendersi, Arthur si rende conto di aver superato la fobia delle macchine causatagli dall'incidente e si mette alla guida, lontano da Parigi.

## Produzione
L'idea per il film è venuta al regista Peter Weir ripensando a un suo viaggio nella campagna francese, quando aveva notato come le indicazioni stradali di gente del posto finissero per condurlo puntualmente in «strani, piccoli paesini» avvolti dalla nebbia. Dopo aver sviluppato ulteriormente l'idea assieme ai colleghi Piers Davies e Keith Gow, Weir l'ha sottoposta ai McElroy, che da tempo volevano esordire come produttori. La maggior parte del budget di 250.000 dollari è stata fornita dalla neonata Australian Film Development Corporation, grazie al fatto che molti amici del regista hanno partecipato alla produzione gratuitamente. Le riprese sono cominciate nell'ottobre 1973, svolgendosi principalmente nella cittadina di Sofala, nel Nuovo Galles del Sud.
Weir ha girato la scena iniziale del film come imitazione delle pubblicità di prodotti come sigarette e bevande (i cui marchi sono infatti chiaramente inquadrati) trasmesse all'epoca nei cinema australiani prima dell'inizio della proiezione; data anche la momentanea assenza di titoli di testa, in questo modo la scena sembrava al pubblico di allora una normale pubblicità, fino all'improvvisa morte dei giovani protagonisti in un brusco incidente.

## Distribuzione
Il film è stato distribuito nelle sale cinematografiche australiana dalla British Empire Films a partire dal 10 ottobre 1974.
In seguito al successo riscosso dal film in una proiezione privata al Festival di Cannes 1973, i produttori erano quasi riusciti a convincere Roger Corman ad acquisirne i diritti di distribuzione statunitensi. Corman avrebbe poi prodotto un film con diverse somiglianze con Le macchine che distrussero Parigi, Anno 2000 - La corsa della morte (1975); il suo regista, Paul Bartel, ha dichiarato di non essersene ispirato né di averlo visto all'epoca, anche se era a conoscenza del fatto che Corman ne possedesse una copia personale. Il film è stato poi distribuito negli Stati Uniti nel 1976 dalla New Line Cinema col titolo di The Cars That Eat People e diverse modifiche, tra cui circa 20 minuti in meno di durata e l'aggiunta di una voce narrante, nessuna delle quali fatta col consenso di Weir.

## Accoglienza
Alla sua uscita, il film fu un flop in Australia, anche a causa di un cambio all'ultimo minuto della casa di distribuzione e della sua incertezza se promuovere il film come un film dell'orrore o un film d'essai. Nel 1980, ai produttori erano tornati 112,5 mila dollari.
Col tempo è assurto allo status di film di culto, venendo definito come uno dei primi esempi di film della ripresa del cinema australiano negli anni 1970.

## Riconoscimenti
- 1975 - AFI Awards[12]
  - Premio Filmways per le migliori musiche originali a Bruce Smeaton